# Gare de Kurashiki
La gare de Kurashiki (倉敷駅, Kurashiki-eki) est une gare ferroviaire située à Kurashiki, dans la préfecture d'Okayama au Japon. Elle est exploitée par la JR West.

## Situation ferroviaire
La gare de Kurashiki est située au point kilométrique (PK) 159,3 de la ligne principale Sanyō. Elle marque le début de la ligne Hakubi.

## Histoire
La gare de Kurashiki a été inaugurée le 25 avril 1891 par la Sanyo Railway, avant d'être nationalisée en 1906.

## Service des voyageurs

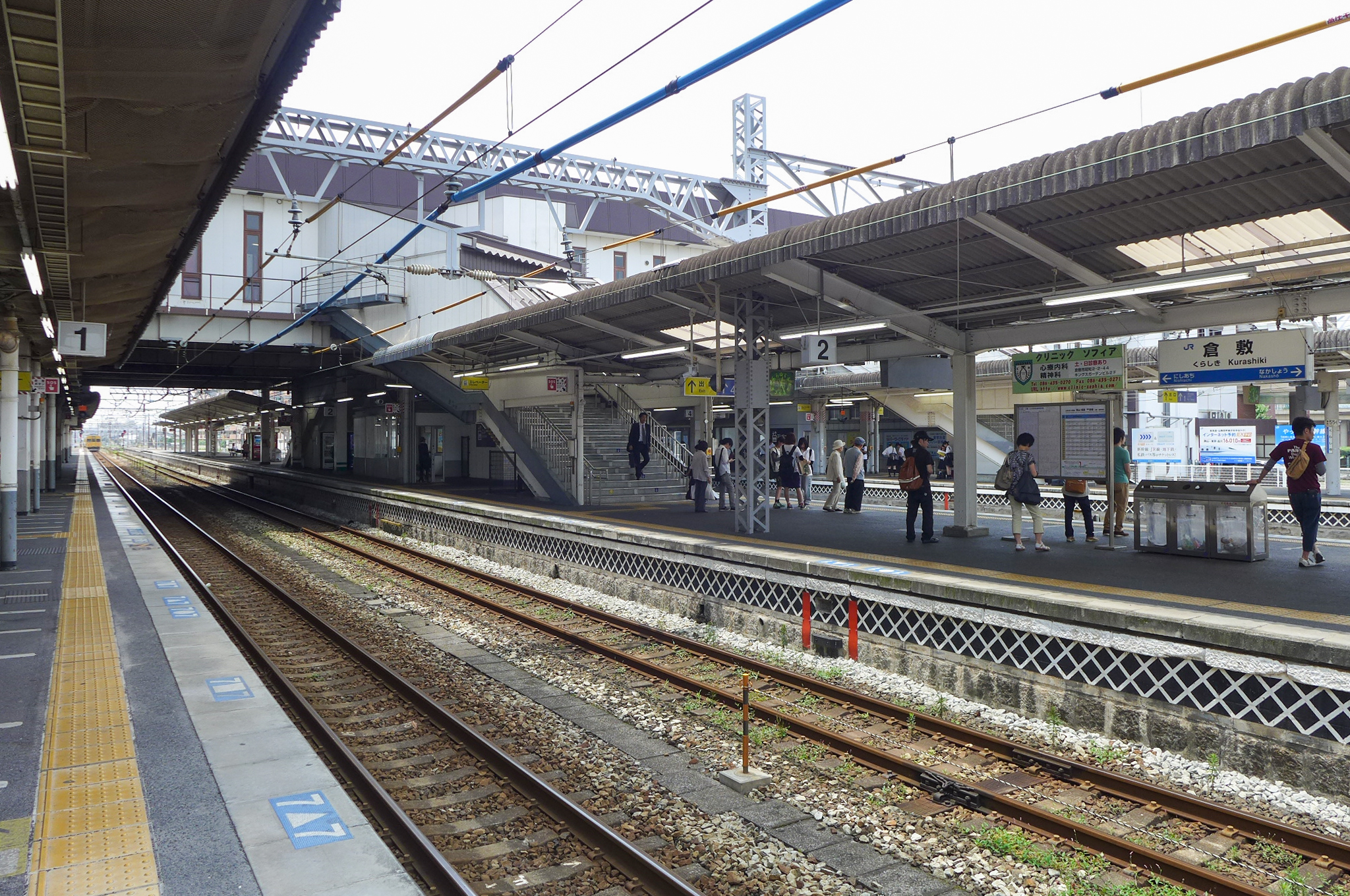
Vue des quais

### Accueil
La gare dispose d'un bâtiment voyageurs, avec guichets, ouvert tous les jours.

### Desserte
- Ligne principale Sanyō :
  - voie 1 : direction Fukuyama et Hiroshima
  - voies 3 et 5 : direction Okayama
- Ligne Hakubi :
  - voie 4 : direction Sōja, Bitchū-Takahashi, Niimi et Yonago

### Intermodalité
La gare de Kurashiki-shi de la compagnie Mizushima Rinkai Railway est située à proximité immédiate de la gare.